# Seseli squarrosum
Seseli squarrosum är en flockblommig växtart som beskrevs av Boris Konstantinovich Schischkin. Seseli squarrosum ingår i släktet säfferötter, och familjen flockblommiga växter. Inga underarter finns listade i Catalogue of Life.